# Перк, Жак
Жак Перк (10 июня 1859, Дордрехт — 1 ноября 1881, Амстердам) — нидерландский поэт.
Родился в семье образованного пастора Валлонской церкви и поэта-любителя; говорили в его семье в основном по-французски. Свои первые стихи написал в десятилетнем возрасте. В 1872 году семья переехала из Бреды в Амстердам, где Перк поступил в высшую гражданскую школу и под влиянием учителя-голландца начал интересоваться нидерландской культурой, идеями эпохи Возрождения и гармоничного развития личности. В 1877 году по собственной воле прекратил обучение в школе и в следующем году при помощи отца устроился на работу в редакцию газеты Algemeen Handelsblad, где занимался переводами и корректорской правкой, продолжая писать короткие стихотворения. Впервые его стихотворение было опубликовано в ежемесячном сборнике Nederland. Однако в скором времени он отошёл от религии, начал эксцентрично одеваться и проводить всё свободное время в компаниях друзей, увлёкшись в том числе социалистическими идеями, что в итоге привело к разрыву с отцом и увольнению из газеты.
В 1879 году Перк отдыхал в Арденнах, где встретил француженку Матильду Тома, в которую влюбился и которой впоследствии посвящал свои сонеты. В 1880 году он поступил в Амстердамский университет изучать право; в октябре этого же года четыре его сонета к Матильде были опубликованы в Spectator, спустя две недели пять из них появились в Nederland. В 1880—1881 годах полгода провёл в Брюсселе и Ла-Роше. В 1881 году, во время подготовки к свадьбе своей сестры Доры, Перк познакомился с сестрой жениха, Джоанной, и влюбился, переработав для неё несколько сонетов, написанных ранее Матильде, однако она уже была помолвлена. В конце сентября 1881 года Перк сильно простудился во время лодочной прогулки, но первоначально не придал этому значения и не начал вовремя лечиться, в результате чего к середине октября в одном из его лёгких развился абсцесс, ставший причиной ранней смерти поэта. Первоначально Перк был похоронен на Старом кладбище Амстердама, в 1900 году его останки были перезахоронены на Новом Восточном кладбище.
При жизни Перка было опубликовано лишь несколько его стихотворений; после смерти его другом поэтом Клоосом было собрано всё творческое наследие поэта: 72 сонета к Матильде в четырёх книгах (под общим названием Mathilde), стихотворение Iris (одно из самых известных его произведений) и несколько незаконченных стихотворений (сонеты к Джоанне никогда не публиковались). Поэтические произведения Перка дали начало, как считается, «движению восьмидесятников» (нид. Tachtigers) в нидерландской литературе, став для его представителей подобием эстетического канона. Лирика Перка, в особенности его сонеты, в которых он, под влиянием английского романтизма и особенно творчества Перси Биши Шелли и Джона Китса, применил новаторские творческие приёмы, считаются одними из лучших образцов нидерландской поэзии и оказали существенное влияние на дальнейшее её развитие. Для творческой манеры Перка характерны игра рифмами и звуками («неоклассический сонет»), противопоставление мещанству и консерватизму идеи «вечной красоты», идеализации любви и пантеистического мировоззрения.